# ثائر (اسم)
ثائر هو اسم علم مذكر من أصل عربي، ومعناه هو من « الثور» الذي يكثر هيجانه.

## شخصيات تحمل الاسم
- ثائر أحمد (لاعب كرة قدم عراقي، 1 يوليو 1959 – )
- ثائر البواب (لاعب كرة قدم أردني، 1 مارس 1985[3] – )
- ثائر الدراجي (ناشط شيعي-عراقي، 28 أكتوبر 1982 – )
- ثائر الناشف (1982 – )
- ثائر جسام (لاعب كرة قدم عراقي، 31 ديسمبر 1959 – )
- ثائر جمعة (1990 – )
- ثائر حلاحلة
- ثائر حماد (2 يوليو 1980 – )
- ثائر علي ديب (1962 – )
- ثائر كروما (لاعب كرة قدم سوري، 2 فبراير 1990 – )

## وصلات خارجية
- موسوعة السلطان قابوس لأسماء العرب نسخة محفوظة 5 أبريل 2019 على موقع واي باك مشين.